# Piotr Fiorentini
Piotr Fiorentini (ur. 1791 w Wilnie, zm. 13 lipca 1858 w Warszawie) – polski oficer, urzędnik; kolekcjoner.
Pochodził z włoskiej rodziny, przybyłej do Polski w XVII wieku. Syn Baltazara i Katarzyny z Lewickich. Rodzina uzyskała u władz rosyjskich potwierdzenie szlachectwa.
Kapitan Wojska Polskiego; zaciągnął się w 1812 r., walczył w kampanii 1813 r. w Niemczech; kawaler Legii Honorowej. W 1814 wysłany do Anglii z misją wymiany polskich jeńców wojennych.
Złożył dymisję w 1817 roku i zatrudnił się jako urzędnik skarbowy; od 1823 przez 20 lat naczelnik komory celnej w Krakowie; od 1843 nadzorca komór celnych jako urzędnik do szczególnych poruczeń w Komisji Rządowej Przychodów i Skarbu. Kilkukrotnie oskarżany o nadużycia, każdorazowo oczyszczał się z zarzutów. Ze służby ustąpił w 1851, po przejęciu administracji celnej przez władze rosyjskie.
Jako zamożny dyletant (dorobił się, m.in., kamienicy w Warszawie) kolekcjonował obrazy. Skłócony z rodziną, swoją kolekcję 200 obrazów zapisał warszawskiej Szkole Sztuk Pięknych (m.in. rzekome autentyki Giocondy Leonarda da Vinci, Chrztu Chrystusa Tintoretta, Polowania Diany Rubensa oraz Snydersa); zbiór ten został później przejęty przez Muzeum Narodowe.
W 1819 należał do loży „Astrea”.